# Le Petit-Quevilly
Le Petit-Quevilly is een gemeente in het Franse departement Seine-Maritime in de regio Normandië. De plaats maakt deel uit van het arrondissement Rouen. Le Petit-Quevilly telde op 1 januari 2022 21.935 inwoners. De gemeente maakt deel uit van de stedelijke agglomeratie rond Rouen.

## Geschiedenis
Hendrik II van Normandië had hier een jachtdomein. Vanaf 1183 was hier een leprozerie waarvan de kapel Saint-Julien nog een getuige is. In de 15e eeuw werd Le Petit-Quevilly een zelfstandige parochie en in 1509 werd de parochiekerk Saint-Pierre ingewijd. In 1600-1601 bouwden de protestanten van Rouen hun kerk buiten de stadsmuren in Le Petit-Quevilly. Deze twaalfhoekige kerk had een doorsnede van dertig meter. Ze werd afgebroken nadat het Edict van Fontainebleau (1685) de geloofsvrijheid voor de protestanten had ingetrokken. In 1667 kwam er een kartuizerklooster op een afgesloten domein van 50 ha. Na de Franse Revolutie werd Le Petit-Quevilly een zelfstandige gemeente.
In 1808 opende Pierre Malétra een eerste chemische fabriek in de gemeente. Er kwam nog meer industrie in de gemeente, vooral in de periode 1830-1840.

## Geografie
De oppervlakte van Le Petit-Quevilly bedroeg op 1 januari 2022 4,35 vierkante kilometer; de bevolkingsdichtheid was toen 5.042,5 inwoners per km².
De onderstaande kaart toont de ligging van Le Petit-Quevilly met de belangrijkste infrastructuur en aangrenzende gemeenten.

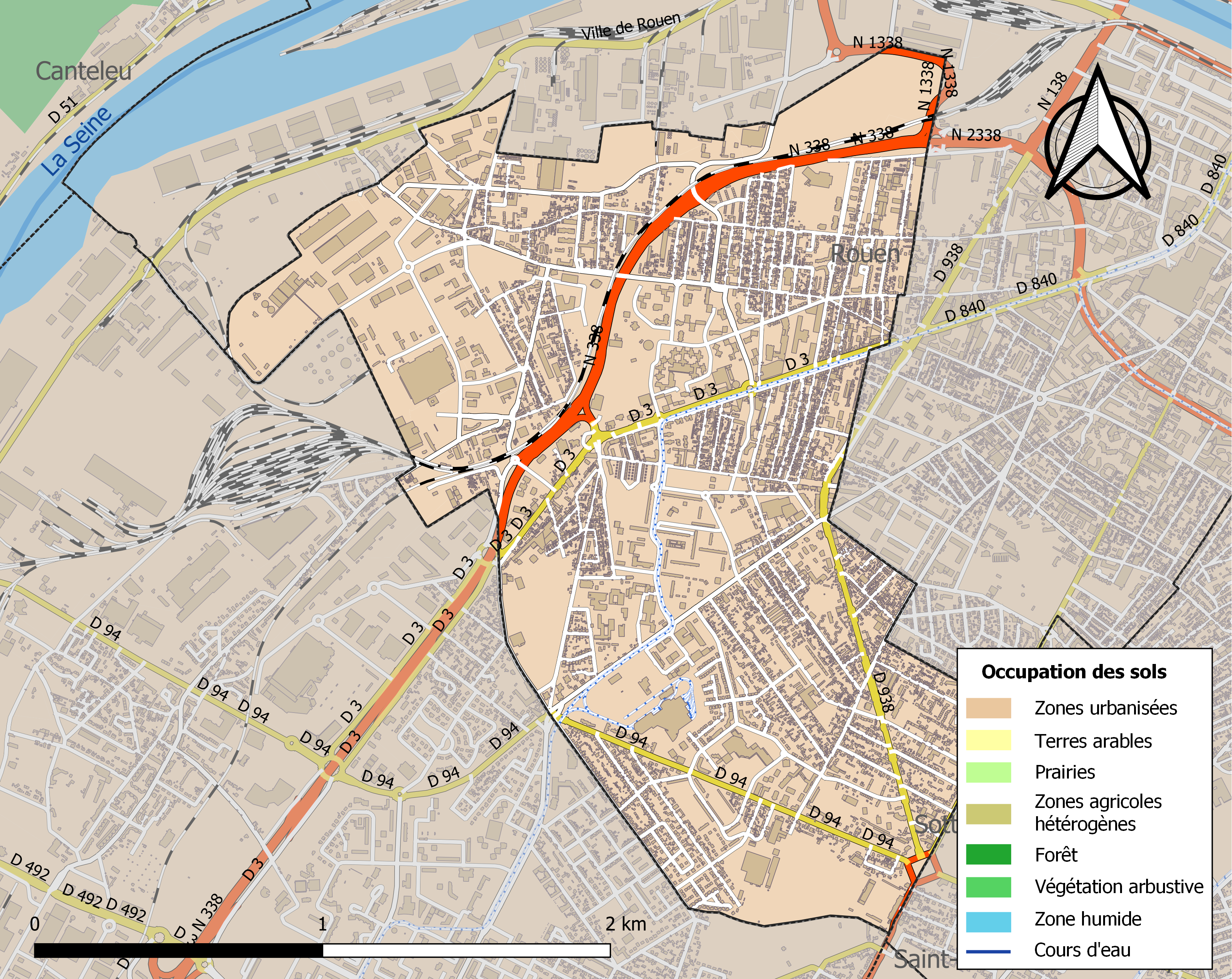

## Demografie
Onderstaande figuur toont het verloop van het inwonertal (bron: INSEE-tellingen).

## Sport
US Quevilly is de professionele voetbalclub van Quevilly en speelt in het Stade Lozai.

## Partnersteden
- Premnitz (Duitsland), sinds 1967